# 耳真菌症
耳真菌症(じしんきんしょう、英: otomycosis, Singapore Ear)とは外耳道の表在性真菌症の1つ。

## 概要
耳真菌症は熱帯諸国でより一般的である。耳真菌症は急性あるいは亜急性に進行し、炎症、掻痒感、鱗屑、重度な不快感を特徴とする。耳真菌症の炎症の結果、表在性上皮の剥離、菌糸や膿による堆積物、痛みが認められる。

## 臨床所見
耳の検査における最も特徴的な所見はwet blotting paperと呼ばれる灰白色の厚い堆積物である。多くの耳の感染症は真菌によっては発生しないが、Aspergillus nigerやCandida albicansのような例外は存在する。

## 治療
耳真菌症は抗真菌薬の局所投与および抗ヒスタミン薬の経口投与によって治療される。